# Сенокос (Долнени)
Сенокос (мкд. Сенокос) је насеље у Северној Македонији, у средишњем делу државе. Сенокос припада општини Дољнени.

## Географија
Насеље Сенокос је смештено у средишњем делу Северне Македоније. Од најближег већег града, Прилепа, насеље је удаљено 15 km северозападно.
Рељеф: Сенокос се налази у северном делу Пелагоније, највеће висоравни Северне Македоније. Насељски атар је равничарски, без већих водотока, док се даље ка истоку издиже планина Трескавац. Надморска висина насеља је приближно 670 метара.
Клима у насељу је континентална.

## Становништво
По попису становништва из 2002. године, Сенокос је имао 315 становника.
Претежно становништво у етнички Македонци (100%).
Већинска вероисповест у насељу је православље.